# هرمان مینکوفسکی
هرمان مینکوفسکی (به آلمانی: Hermann Minkowski) (زاده ۱۸۶۴ – درگذشته ۱۹۰۹) ریاضیدان و فیزیکدان سرشناس آلمانی قرن نوزدهم بود. وی نظریه هندسی اعداد را بنیاد نهاده و گسترش داد. وی مسایل سخت نظریه اعداد، فیزیک ریاضی و نظریه نسبیت را با روش‌های هندسی حل می‌کرد.